# The Good Night
The Good Night est un film américain écrit et réalisé par Jake Paltrow en 2007.

## Synopsis
Gary Shaller est un trentenaire dépressif et marié à une femme qu'il n'aime plus. Lorsqu'il rencontre Anna, sa vie prend un virage inattendu. Cette fille, Gary l'a rêvée... au sens propre : il ne peut vivre cette relation que durant son sommeil.

## Fiche technique
- Réalisation : Jake Paltrow
- Scénario : Jake Paltrow
- Genre : Comédie romantique
- Budget : 15 000 000 $

## Distribution
- Penélope Cruz : Anna
- Martin Freeman : Gary Shaller
- Gwyneth Paltrow : Dora
- Simon Pegg : Paul